# 紫隆背蟹
紫隆背蟹（学名：Carcinoplax purpurea）为长脚蟹科隆背蟹属的动物。其种加词“purpurea”意为“紫色的”。分布于日本、菲律宾、红海以及中国大陆的广西、广东等地，一般生活于海水。